# Марковка (Алтайский край)
Марковка — село в Ключевском районе Алтайского края. Входит в состав Зелёнополянского сельсовета.

## История
Основано в 1924 году. В 1928 году выселок Марковка состоял из 133 хозяйств, основное население — украинцы. В административном отношении являлось центром Марковского сельсовета Ключевского района Славгородского округа Сибирского края.

## Население
| 1997 | 1998 | 1999 | 2000 | 2001 | 2002 | 2003 |
| ---- | ---- | ---- | ---- | ---- | ---- | ---- |
| 446  | ↘439 | ↘409 | ↘405 | ↘369 | ↘350 | ↘340 |
| 2004 | 2005 | 2006 | 2007 | 2008 | 2009 | 2010 |
| ↗354 | ↘321 | →321 | ↗323 | ↘320 | ↘307 | →307 |
| 2011 | 2012 | 2013 | 2014 |      |      |      |
| ↘303 | ↘294 | ↘289 | ↘284 |      |      |      |

## Известные уроженцы
- Петерс, Яков Генрихович (1931—2009) — советский государственный и политический деятель, Герой Социалистического Труда.